# Hoikkasaari (ö i Södra Savolax, S:t Michel, lat 61,51, long 28,66)
Hoikkasaari är en ö i Finland. Den ligger i sjön Pihlajavesi och i kommunen Puumala i den ekonomiska regionen  S:t Michel och landskapet Södra Savolax, i den södra delen av landet, 250 km nordost om huvudstaden Helsingfors. Öns area är 12 hektar och dess största längd är 0,8 kilometer i nord-sydlig riktning.